# Gare d'Enese
La gare d'Enese (en hongrois : Enese vasútállomás) est une halte ferroviaire hongroise, située à Enese.